# Blanco Encalada
La Blanco Encalada era una fregata corazzata costruito dalla Earle Shipbuilding Co. in Inghilterra per la Marina militare cilena nel 1875, insieme alla gemella e capoclasse Almirante Cochrane. Era soprannominata El Blanco. Ha partecipato attivamente alla guerra del Pacifico, la sua azione più importante fu la cattura del monitore peruviano Huáscar durante la battaglia di Angamos. La Blanco faceva parte delle forze del Congresso che portarono alla caduta del presidente José Manuel Balmaceda nella guerra civile cilena del 1891. Fu affondata durante quel conflitto il 23 aprile 1891, diventando la prima nave da guerra ad essere affondata da un siluro semovente.

## Costruzione

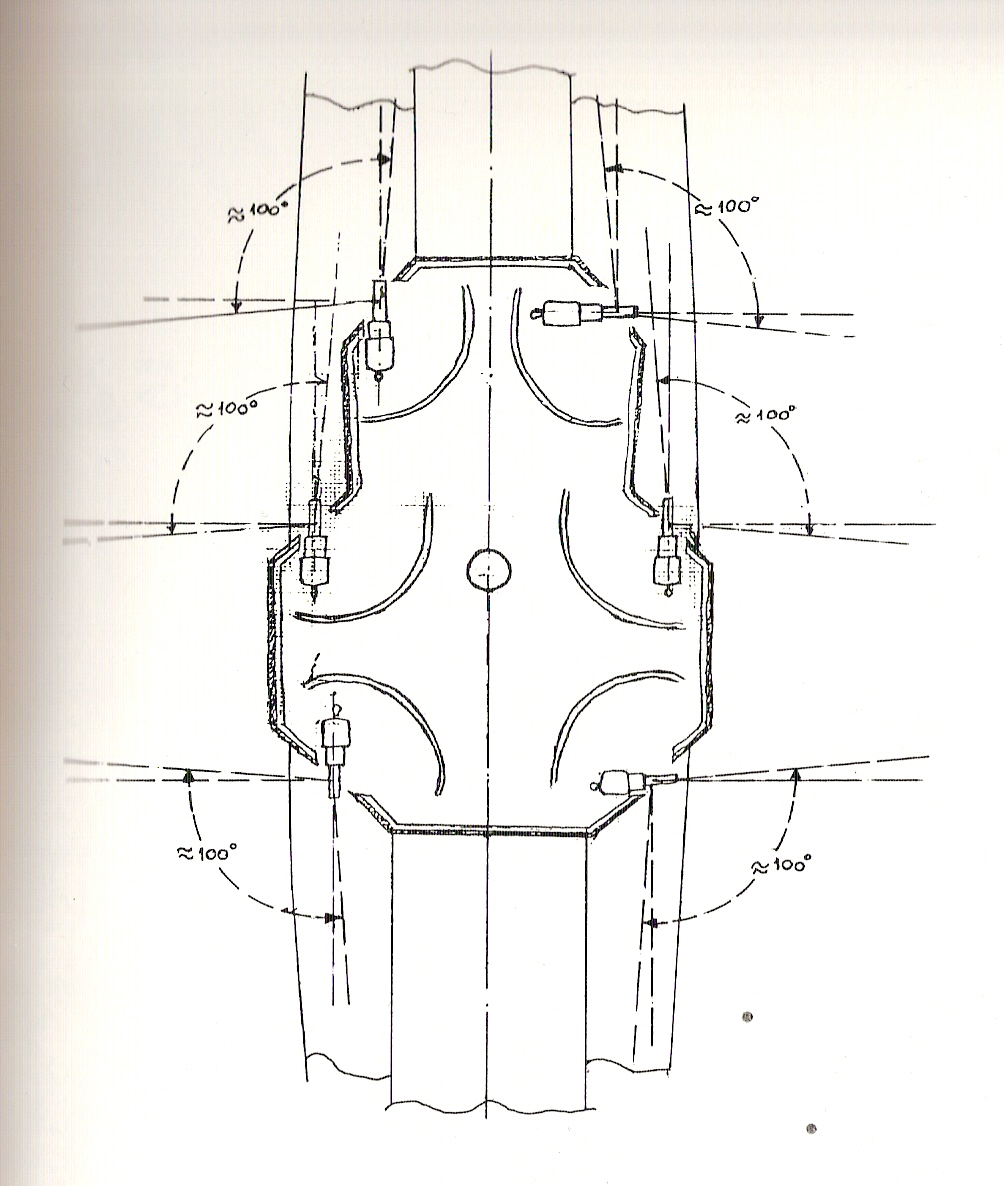
Vista in pianta del ridotto centrale e dei suoi angoli di tiro.

Nel 1871, il presidente del Cile, Federico Errázuriz Zañartu, promosse un progetto di legge per autorizzare la costruzione di due fregate corazzate con uno stanziamento di 2 000 000 di pesos.
Costruita presso Earle`s Shipbuilding Co, Hull, Yorkshire, nel Regno Unito, inizialmente doveva chiamarsi Valparaíso, ma una volta entrata in servizio il 15 settembre 1876 venne ribattezzata in onore del defunto presidente ed ammiraglio Manuel Blanco Encalada. Le sue 3.540 t offrivano alloggio all'equipaggio di 300 marinai ed una discreta autonomia di 1200 miglia ed il suo armamento era completato da uno sperone a prua. Oltre alle 6 caldaie che muovevano due eliche quadripala da 4,8 m (15 ft 9 in) di diametro e 4,72 m (15 ft 6 in) di passo, la nave aveva anche alberi velici.
Nel gennaio del 1878, il presidente Aníbal Pinto incaricò il ministro plenipotenziario in Europa Alberto Blest Gana della tentata vendita delle due unità in vista del perfezionamento del trattato di alleanza tra Bolivia e Perù che indirettamente coinvolgeva anche il Cile, per alleviare con denaro fresco la crisi economica che aveva colpito il paese. Per incarico di Blest Ganga, il progettista delle navi, E.J. Reed, offrì alla Gran Bretagna l'unità gemella, la Almirante Cochrane per 220.000 sterline, ma senza destare interesse, dopo di che venne proposta alla Russia la vendita di entrambe le navi col medesimo risultato.

## Storia

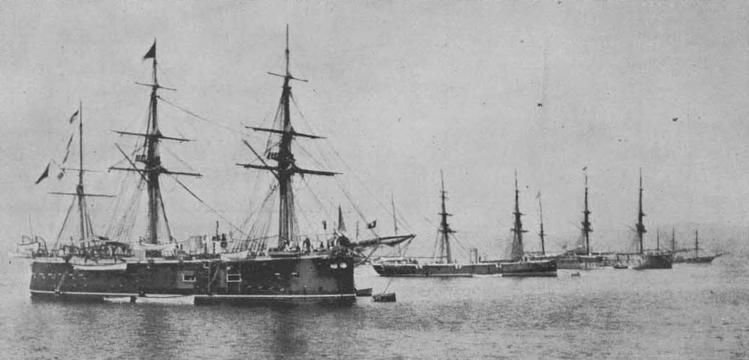
La fregata Blanco Encalada, ammiraglia della squadra navale della Armada de Chile nel 1879.

La Blanco partecipò come ammiraglia alla Guerra del Pacífico (1879-1883), le sue prime azioni al comando dell'ammiraglio Juan Williams Rebolledo, furono la partecipazione al blocco del porto di Iquique e alla fallita spedizione al porto del Callao. Successivamente, la Blanco diede la caccia senza esito al monitore peruviano Huáscar. La incapacità di Williams a mettere fine alle cosiddette scorrerie dello Huáscar lo costrinse a dare le dimissioni, anche se la causa principale della mancanza di un combattimento decisivo contro lo Huáscar è il cattivo stato delle macchine e delle caldaie del Blanco e alla perizia del comandante della nave peruviana.
Dopo il cambio nel comando ed una serie di lavori di manutenzione ad entrambe le navi della classe, lo Huascar venne catturato nella battaglia navale di Angamos l'8 ottobre 1879, e nella circostanza trovò la morte Miguel Grau Seminario, eroe nazionale peruviano.
Nella Guerra civile cilena del 1891, la nave si schierò col suo equipaggio dalla parte delle forze che sostenevano il parlamento contro il presidente Balmaceda, e dopo essere stato bombardato dai forti di Valparaíso, fedeli a quest'ultimo, appoggiò le forze terrestri nei combattimenti di San Francisco de Huara (15 - 17 febbraio) e della Aduana de Iquique (19 febbraio). Il 23 aprile la nave venne affrontata dalle torpediniere Almirante Lynch e Almirante Condell nel porto di Caldera e fatto segno ad una salva di sei siluri Whitehead, uno dei quali colpì la nave, non dotata di compartimenti stagni, provocandone l'affondamento nel giro di minuti.